# Myrmecaelurus fidelis
Myrmecaelurus fidelis är en insektsart som först beskrevs av Hölzel 1968.  Myrmecaelurus fidelis ingår i släktet Myrmecaelurus och familjen myrlejonsländor. Inga underarter finns listade i Catalogue of Life.